# Mongolische Hasel
Die Mongolische Hasel oder Mongolische Haselnuss (Corylus heterophylla) ist ein großer Strauch aus der Familie der Birkengewächse. Das Verbreitungsgebiet liegt in Japan, Korea, in China und in Sibirien.

## Beschreibung

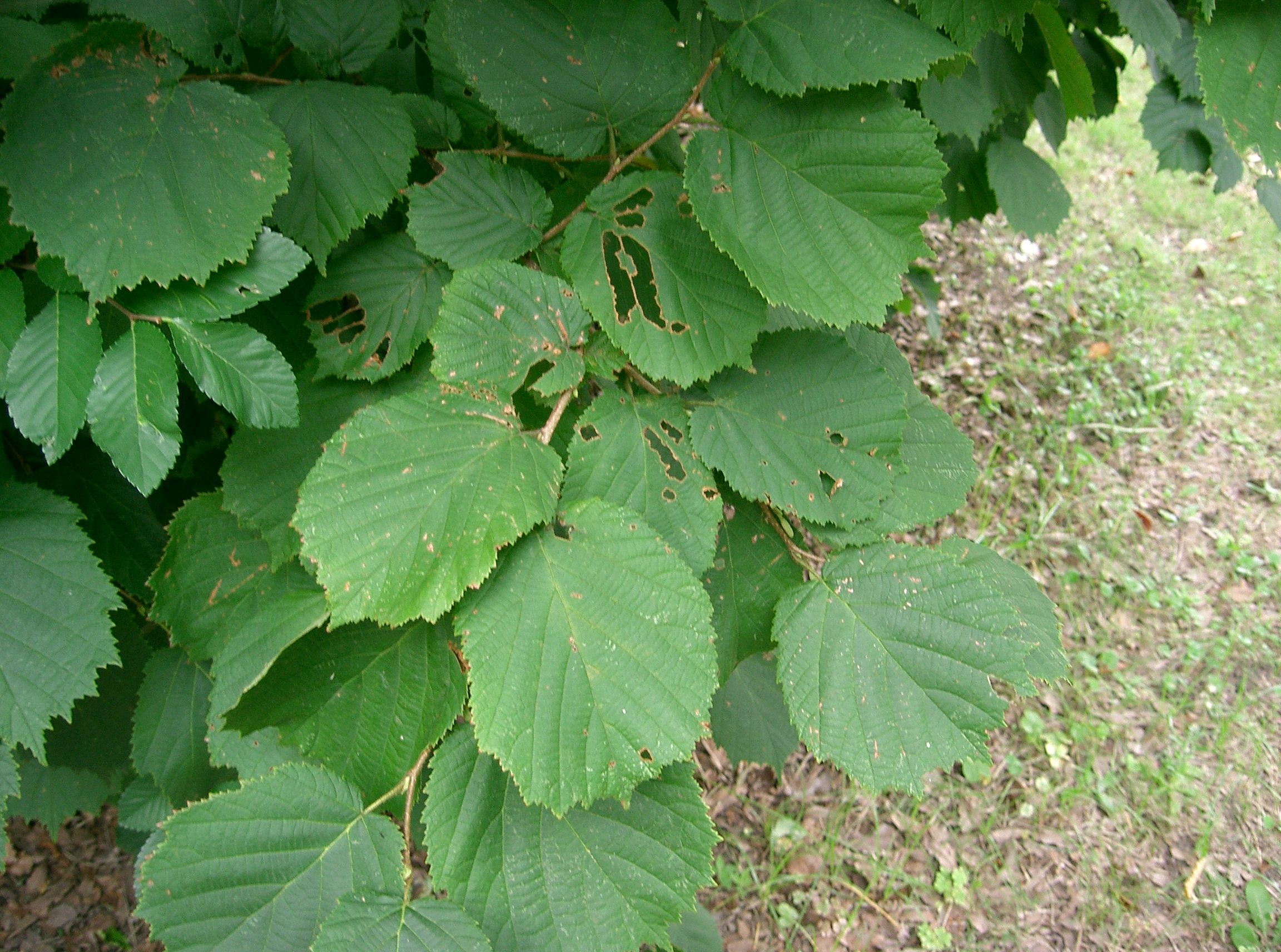
Blätter

Die Mongolische Hasel ist ein bis zu 7 Meter hoher Strauch oder kleiner Baum mit grauer Borke und dicht drüsig behaarten, mit Korkporen bedeckten Zweigen. Die Blätter haben einen dünnen, 1 bis 2 Zentimeter, selten bis 3 Zentimeter langen, leicht behaarten Stiel. Die Blattspreite ist 4 bis 13 Zentimeter lang und 2,5 bis 10 Zentimeter breit, verkehrt eiförmig bis eiförmig rundlich, plötzlich kurz zugespitzt mit abgerundeter oder herzförmiger Basis und unregelmäßig gesägtem, mehr oder weniger gelapptem Blattrand. Es werden drei bis sieben Nervenpaare gebildet. Die Nerven der Blattunterseite sind behaart, die Blattoberseite ist kahl. Die männlichen Kätzchen sind in Gruppen von vier bis fünf angeordnet. Sie sind etwa 4 Zentimeter lang, dünn und haben rötlich braune, verkehrt eiförmige und dicht behaarte Tragblätter. Die weiblichen Blüten stehen in Gruppen von zwei bis sechs und haben 1,5 bis 2,5 Zentimeter große, glockenförmige, dicht behaarte Tragblätter. Die Nüsse sind eiförmig-kugelig. Sie haben Durchmesser von 0,7 bis 1,5 Zentimeter und sind von einer etwas längeren, gestreiften, samtig behaarten Hülle bedeckt, die tief in sechs bis neun dreieckige Lappen mit glatten Rändern geteilt ist. 
Die Art blüht von Mai bis Juni, die Nüsse reifen von Juli bis August. 
Die Chromosomenzahl beträgt {\displaystyle 2n=22}.

## Verbreitung und Standort
Das Verbreitungsgebiet liegt in der gemäßigten Zone Asiens, im südlichen Sibirien und im Amur-Gebiet in Russland, in der Mongolei, in zahlreichen Provinzen Chinas, auf der Koreanischen Halbinsel und auf den japanischen Inseln Hokkaidō, Honshū und Kyushu. Dort wächst sie in artenarmen Wäldern in Höhen von 400 bis 2500 Metern auf mäßig trockenen bis feuchten, schwach sauren bis schwach alkalischen, kiesig- oder sandig-lehmigen Böden an sonnigen  Standorten. Die Art ist wärmeliebend und meist frosthart.

## Systematik
Die Mongolische Hasel (Corylus heterophylla) ist eine Art aus der Gattung der Haseln (Corylus) in der Familie der Birkengewächse (Betulaceae). Sie wird der Sektion Corylus der Untersektion Corylus zugeordnet. Sie wurde 1844 von Ernst Rudolph von Trautvetter erstbeschrieben und der Name Friedrich Ernst Ludwig von Fischer zugewiesen.
Es werden zwei Varietäten unterschieden:
- Corylus heterophylla var. heterophylla (Syn.: Corylus heterophylla var.  thunbergii Blume) mit länglichen oder verkehrt eiförmigen Blattspreiten mit stachelspitzigem oder geschwänztem Blattende und kaum gezähnten Tragblättern. Das Verbreitungsgebiet  liegt in China, Japan und Russland in Höhen von 400 bis 2400 Metern.[7]
- Corylus heterophylla var. sutchuenensis Franch. mit elliptisch verkehrt eiförmigen bis breit eiförmigen oder rundlichen Blattspreiten mit gerundetem oder stachelspitzigem Blattende und gezähnten Tragblättern. Das Verbreitungsgebiet liegt in den chinesischen Provinzen Yunnan, Sichuan, Guizhou, Hubei und Hunan in Höhenlagen von 500 bis 2500 Metern.[8][9]

## Verwendung
Die Mongolische Hasel wird nur sehr selten forstwirtschaftlich genutzt. Sie wird wegen ihrer Früchte als Zierpflanze verwendet und dient auch als Bienenweide.

## Nachweise